# باكنخونسو الأول (كاهن آمون الأكبر)
باكنخنسو ("خادم خنسو") كان كبير كهنة آمون في مصر القديمة خلال عهد الفرعون رمسيس الثاني. تم العثور على معلومات عن حياته على ظهر تمثال الكتلة الخاص به (وهو موجود الآن في ميونيخ). توفر المعلومات الموجودة على التمثال تفاصيل حول تعليم النبلاء المصريين الشباب في ذلك الوقت ومسار الكهنة.
اسم باكنخنسو يعني خادم خنسو، المسافر، وهو إله القمر في مصر القديمة وابن آمون.

## حياته
وفقًا للمعلومات المنقوشة على تمثاله، كان باكنخنسو ابن إيبي، كاهن آمون (تشير مصادر أخرى إلى أنه كان ابن رومع، وزوجته كانت تسمى رومع أيضًا). كان له أخوان أصغر، رومع روي وإيبي. قضى أربع سنوات في المدرسة، بدءًا من سن الرابعة، كما كان متبعًا في ذلك الوقت. ثم عمل في إسطبلات الملك سيتي الأول لمدة إحدى عشرة سنة. وهناك تعلم الرماية وقيادة العربة الحربية. ومن المحتمل أنه خدم أيضًا في جيش الملك.
بدأت مسيرته الكهنوتية عندما انضم إلى كهنة آمون في طيبة حيث كان والده يخدم ككاهن (وأصبح إيبي لاحقًا كاهن آمون من الدرجة الثانية). خدم باكنخنسو كـكاهن مطهر (وعب) (أدنى رتبة كهنوتية) لمدة أربع سنوات. ثم رُقي إلى رتبة خادم مقدس (كاهن)، وبعد اثنتي عشرة سنة، أصبح خادما مقدسا من الدرجة الثالثة، ثالث أعلى رتبة كهنوتية في أقوى كهنوت في تلك الحقبة. لاحقًا، رُقي إلى الدرجة الثانية، ثم إلى خادم أول أو كاهن أكبر، وهو المنصب الذي شغله لمدة سبع وعشرين سنة. توفي في السنة الأخيرة من حكم رمسيس الثاني، عن عمر يناهز التسعين عامًا، وخلفه في منصب كبير الكهنة أخوه رومع-روي.
كان باكنخنسو مسؤولًا عن عدة مشاريع بناء للملك، بما في ذلك المعبد الشرقي في مجمع معابد الكرنك.
تزوج باكنخنسو من مريت سجر التي حملت لقب رئيسة حريم آمون. أصبح اثنان من أبنائهما، باسر وأمنمس، حكامًا لطيبة. وتزوجت ابنتهما، نفرتاري، من ثانفر، كاهن آمون من الدرجة الثالثة، وأصبح ثلاثة من أبنائها وحفيد واحد منهم كهنة بارزين (من الدرجات الرابعة، والثالثة، أو ثانية). ترتبط العائلة بعائلة كهنة مهمة أخرى شملت رمسيس نخت، الذي كان كبير كهنة آمون خلال الأسرة العشرين، حيث تزوج ابن نفرتاري، أمينموبت، من ابنة رمسيس نخت، تاميريت (عات ميريت).

## النصوص الذاتية
ترك باكنخنسو سيرة ذاتية على تماثيل من الكرنك، أحدها موجود الآن في متحف في ميونيخ.
يحدد باكنخنسو مسيرة حياته كما يلي:
- قضيت 4 سنوات كطفل واعد
- قضيت 11 سنة كشاب، عندما كنت متدربًا كمدير إسطبلات للملك من ماعت رع
- كنت كاهن مطرا (وعب) لآمون لمدة 4 سنوات
- كنت أبًا مقدسا لآمون لمدة 12 سنة
- كنت الكاهن الثالث لآمون لمدة 15 سنة
- كنت الكاهن الثاني لآمون لمدة 12 سنة
- لقد أنعم علي، لأنه أدرك قيمة شخصيتي. وعينني كبير كهنة آمون لمدة 27 سنة.[5]

على تمثال آخر – من القاهرة (CGC 42155) – ذكر باكنخنسو أنه جاء من طيبة وأن والديه كانا أيضًا من الطيبيين. قضى بعض السنوات في مدرسة الكتابة في معبد سيدة السماء، وتعلم أن يكون كاهن وعب على يد والده في بيت آمون.

## الدفن
دُفن باكنخنسو في المقبرة المرقمة TT35 في طيبة. في الممر، هناك عدة تصاوير لباكنخنسو وزوجته ميريت سجر. تحتوي إحدى الزوايا على تماثيل جالسة لباكنخنسو وزوجته. كما كان للمقبرة هرم مرتبط بها.
يوجد الآن تابوت باكنخنسو في متحف العالم بليفربول (M13864). تشمل الاكتشافات الأخرى من المقبرة لوحة كتابة خشبية على شكل مزهرية هيس، وهي الآن في متحف اللوفر (N 3018)، وتمثال كتلة، وهو الآن في مجموعة الدولة للفن المصري في ميونيخ. تم نقش تمثال الكتلة بأربعة أعمدة عمودية من الرموز الهيروغليفية التي تسرد قصة حياته. كما نقش على قاعدة تمثال الكتلة رموز هيروغليفية.

## روابط خارجية
- تابوت باكنخنسو؛ 22.0 دسم (2.20 م)